# Behag
Behag is een Duits historisch merk van motorfietsen.
De Bedrijfsnaam was: Bremer Eisenhandels AG, Bremen
Behag maakte ijzer- en staalproducten, maar in 1924, toen er al een enorm aantal kleine motorfietsmerken in Duitsland waren ontstaan, besloot men zich ook op deze markt de begeven. De meeste kleine merken kochten goedkope Duitse inbouwmotoren, bijna altijd tweetakten, maar Behag kocht naast 218cc-eencilinders ook Britse 348cc- en 498cc-JAP-inbouwmotoren, die in eigen frames gemonteerd werden. Dergelijke vrij dure modellen konden niet in grote aantallen verkocht worden, zeker niet nadat grote Duitse merken (zoals NSU en BMW) zich ook op deze markt begaven. Behag beëindigde haar motorfietsproductie in 1926.